# Kino „Uciecha” w Czeladzi
Kino „Uciecha” w Czeladzi – murowany budynek remizy strażackiej z salą widowiskową (dawna siedziba kina), wzniesiony w latach 1924–1929 w Czeladzi w powiecie będzińskim, wpisany do rejestru zabytków nieruchomych województwa śląskiego.

## Historia
Początkowo budynek miał służyć jako siedziba straży pożarnej, znajdowały się w nim remiza, dwuizbowe mieszkanie stróża, sala do ćwiczeń dla orkiestry, świetlica, sekretariat oraz sala posiedzeń zarządu. Na parterze znajdowały się kasy biletowe, restauracja, pomieszczenia techniczne oraz obszerny hol z podwójnymi schodami prowadzącymi do sali teatralnej. Sala teatralna z balkonem usytuowana na pierwszym piętrze budynku mogła pomieścić 500 osób. Na tym samym piętrze mieściły się też toalety oraz dwuizbowe mieszkanie. W 1930 roku sala teatralna została oddana w dzierżawę, zaczęło w niej funkcjonować kino „Czary”, które po wojnie zmieniło swoją nazwę na „Uciecha”. Mimo że wszyscy kojarzyli budynek z kinem, nadal odbywały się w nim przedstawienia teatralne oraz różne przyjęcia okolicznościowe, głównie wesela. Budynek stał się chlubą miasta, szczególnie, gdy wybudowano obok niego park im. Tadeusza Kościuszki, gdzie strażacy organizowali liczne festyny oraz święta państwowe. Z wybuchem II Wojny Światowej budynek został zamieniony w „Deutschehaus”, a strażacy musieli opuścić remizę. W maju 1945 roku strażacy rozpoczęli starania o rewindykację gmachu strażnicy, które rok później zakończyły się sukcesem. Dzięki zaangażowaniu mieszkańców i strażaków wybudowano wozownię, do której został podpięty wodociąg miejski Wzniesiono również czteropiętrową wieżę ciśnień oraz postawiono parkan, który oddzielał remizę od parku miejskiego. W latach 90. XX wieku straż przeżywała kłopoty finansowe spowodowane potrzebą zakupu nowego sprzętu, pieniędzy brakowało też na odremontowanie budynku strażnicy. Od kilku lat nie działało już kino (po zamknięciu kina przez parę lat działała jeszcze restauracja mieszcząca się na parterze. Strażaków nie było stać na utrzymanie obiektu. Pojawiły się plany sprzedaży lub dzierżawy budynku, do żadnego z nich nie doszło. Nastąpił okres negocjacji, strażacy wywalczyli od władz miasta nową strażnicę, dobudowano pomieszczenia do istniejących garaży. Ostatecznie w 1998 roku miasto przejęło niszczejący budynek, rozpatrywano wzięcie długoterminowych kredytów na remont. W listopadzie 2002 roku w wyniku ogłoszonego przetargu został wyłoniony nowy nabywca starej strażnicy. Od 2002 roku w budynku nie powstało nic, nie został on wyremontowany. Do dzisiaj stoi on i niszczeje, działa jedynie dobudowana do niego po wojnie remiza strażacka.